# José Biriukov
José „Txetxu“ Biriukov Agirregabiria (gebürtig Jose Alexandrowitsch Birjukow, russisch Хосе Александрович Бирюков; * 3. Februar 1963 in Moskau, Sowjetunion) ist ein ehemaliger sowjetischer spanisch-russischer Basketballspieler. Der 1,94 Meter große Small Forward verbrachte den größten Teil seiner Karriere bei Real Madrid. Bekannt war er für seine Sprungkraft und Athletik.

## Herkunft
José Biriukovs Mutter gehörte zu den niños de la guerra (deutsch: Kriegskinder), die im Zuge des Spanischen Bürgerkriegs von ihren Eltern ins Exil geschickt wurden. Clara Agirregabiria stammte aus der Gemeinde Ortuella im spanischen Baskenland und verließ das Land im Jahr 1937 Richtung Moskau. Dort heiratete sie später den Moskauer Alexander Birjukow, mit dem sie zwei Kinder, José und Yurij, hatte.

## Laufbahn

### Verein
José Biriukov begann seine Karriere in der Jugend von Dynamo Moskau, wo er 1982 schließlich in den Kader der ersten Mannschaft überging. Die Tatsache, dass der talentierte Small Forward der Sohn einer Exilspanierin war, erweckte schnell das Interesse spanischer Klubs. Schließlich gelang es Real Madrid ihn 1984 unter Vertrag zu nehmen, nachdem auch die Mutter des Flügelspielers den Wunsch äußerte nach Spanien zurückzukehren, was für Exilspanier auch rechtlich möglich war. Bei Real Madrid feierte er zahlreiche Erfolge. Vier Mal gewann er die Meisterschaft und ebenso oft den nationalen Pokal. Bei internationalen Bewerben holte er einmal den Europapokal der Landesmeister, zwei Europapokale der Pokalsieger und einmal den Korać-Cup. Nach elf Jahren beim spanischen Rekordmeister, beendete er 1995 seine Spielerlaufbahn.

### Nationalmannschaft
Als Junior gewann Biriukov mit der Sowjetunion die U-18-Europameisterschaft 1982 in Bulgarien. Für die A-Nationalmannschaft bestritt er bis 1984 insgesamt 22 Spiele. Nach seinem Wechsel zu Real Madrid bekam er, als Sohn einer Spanierin, die spanische Staatsbürgerschaft und debütierte schließlich am 4. Februar 1988 gegen Ungarn im Nationalteam. Er war Teil des Kaders für die Olympischen Spiele 1988 und 1992 sowie der Europameisterschaft 1989 und brachte es insgesamt auf 57 Einsätze.

## Erfolge
- 4 Spanische Meistertitel (1984/85, 1985/86, 1992/93, 1993/94)
- 4 Spanische Pokalsiege (1985, 1986, 1989, 1993)
- 1 Spanischer Supercup (1984)
- 1 Europapokal der Landesmeister (1994/95)
- 2 Europapokale der Pokalsieger (1988/89, 1991/92)
- 1 Korać-Cup (1987/88)

Nationalmannschaft
- U-18-Europameister 1982 (mit der Sowjetunion)